# Neoplocaederus conradti
Neoplocaederus conradti es una especie de escarabajo longicornio del género Neoplocaederus, tribu Cerambycini, subfamilia Cerambycinae. Fue descrita científicamente por Kolbe en 1893.

## Descripción
Mide 32-37 milímetros de longitud.

## Distribución
Se distribuye por Yibuti, Etiopía, Tanzania, Somalia y Kenia.